# Daniel Marcel Crespo
Daniel Marcel Crespo (* 1980 in Bamberg) ist ein deutsch-uruguayischer Trompeter. 

## Biographie
Daniel Crespo wurde als Sohn des Posaunisten Enrique Crespo in Bamberg geboren. Aufgewachsen in einer Musikerfamilie, lernte er bereits in frühen Jahren das Klavierspiel und die Gitarre kennen. Im Alter von 17 begann er, Trompete zu lernen. Er studierte an der Universität für Musik und darstellende Kunst Graz bei Uwe Köller und an der Hochschule für Musik und Theater Hamburg bei Matthias Höfs.
Seit 2010 ist er Solotrompeter der Filarmónica del Teatro Colón in Buenos Aires.
Er ist Mitglied des Ensembles Pampa Brass.
Solistisch führten ihn seine Wege unter anderem nach Argentinien, Uruguay, Kolumbien, Mexiko und Spanien.

## Diskographie (Auswahl)
- Camino a Jalisco (Klavier: Sigstein Folgero)